# Cryphia hedygrapha
Cryphia hedygrapha är en fjärilsart som beskrevs av Charles Boursin 1963. Cryphia hedygrapha ingår i släktet Cryphia och familjen nattflyn. Inga underarter finns listade i Catalogue of Life.